# Leonardo Van Acker
Leonardo Van Acker (Bélgica, 1896 - São Paulo, 1986) foi um filósofo belga-brasileiro considerado um dos maiores expoentes da filosofia brasileira do século XX.[carece de fontes?]

## Vida
Leonardo Van Acker nasceu na Bélgica, em 1896, radicando-se no Brasil na década de vinte, para onde foi substituir o Monsenhor Carlos Sentroul (1876-1933) na Faculdade de São Bento. A faculdade beneditina foi assistida desde sua fundação pela Universidade de Louvain, onde Van Acker fez a sua formação e era professor. Embora muito bem sucedido no magistério, onde conseguiu fazer muitos discípulos, notadamente a partir da integração desta faculdade à Pontifícia Universidade Católica de São Paulo em 1946, nas décadas de trinta e quarenta teve muitos atritos com a liderança católica ligada ao Centro Dom Vital. Sendo um espírito aberto, na linha fixada por sua Universidade de origem, discordava da adesão cega à filosofia de Maritain e o desapreço pelas outras vertentes. Com a criação do Instituto Brasileiro de Filosofia, em 1949, logo integrou-se ao seu trabalho, participando da diretoria e ali promovendo cursos livres. Destacou-se pelo seu conhecimento da filosofia de Tomás de Aquino e Henri Bergson. Com a evidência de que a politização, de caráter pendular, da liderança católica nada tinha de filosófica, o entendimento da filosofia católica proposto por Van Acker passa a ser extremamente valorizado. Entre outros prêmios e honrarias, recebeu o prestigioso prêmio da Fundação Bunge, em 1963, por sua destacada carreira acadêmica e produção bibliográfica. Faleceu em São Paulo em 1986.

## Informação sobre a Premiação da Fundação Bunge
Área: Ciências Humanas e Sociais - Filosofia
Ano: 1963
Prêmio: Fundação Bunge
Síntese: Um dos pioneiros do ensino de filosofia no Brasil, Leonardo Van 
Acker (1896-1986) dedicou quase quarenta anos de sua vida acadêmica às 
atividades didáticas, nas quais se destacou pelo rigor 
metodológico.
Foi professor das faculdades de filosofia São Bento e 
Sedes Sapientiae, da Pontifícia Universidade Católica de São Paulo, e 
membro fundador do Instituto Brasileiro de Filosofia, em São 
Paulo.
Profundo conhecedor das filosofias contemporâneas e com sólida 
formação nos clássicos gregos e alemães, era sobretudo um seguidor de São Tomás de Aquino.
Vários livros, ensaios e artigos compõem a produção 
acadêmica de Van Acker, e muitos de seus escritos ainda permanecem 
inéditos.
Em Reflexões sobre a objetividade da filosofia, ele 
demonstra a autonomia e o objetivo autêntico do conhecimento filosófico. 
Outro livro de sua autoria, A filosofia bergsoniana, é considerado 
um dos mais completos exames críticos do pensamento de Bergson já 
produzidos no Brasil. Vários dos representantes das correntes filosóficas 
contemporâneas consideram definitivos os juízos emitidos por Van Acker. 
Sua contribuição intelectual também pode ser testemunhada pelos estudos 
especiais que desenvolveu para congressos nacionais e 
internacionais.

## Estudos sobre o autor
- BIBLIOGRAFIA de Leonardo Van Acker.  Revista Brasileira de Filosofia, São Paulo, v. 36,  n. 145,  p. 56-62, jan./mar. 1987.
- CAMPOS, Arruda.  Tomismo e neotomismo no Brasil.  São Paulo : Grijalbo, 1968.  p. 125-129.
- _____.  Leonardo Van Acker.  (1896-1986).  Convivium, São Paulo, v. 25,  n. 4, p. 327-330,  jul./ago. 1986.
- DAMANTE, Hélio. Leonardo Van Acker.  O Estado de S. Paulo,  São Paulo,  2 ago. 1986.
- FERRAZ, Esther de Figueiredo.  Professor doutor Leonardo Van Acker.  Revista Brasileira de Filosofia, São Paulo, v. 35, n. 143, p. 242-245, jul./set. 1986.
- LADUSÃNS, Stanislavs.  Rumos da filosofia atual no Brasil; em auto-retratos.  São Paulo : Loyola, 1976.  p. 371-380.
- MATTOS, Carlos Lopes de.  Van Acker, Leonardo.  Elementos de lógica clássica , formal e material.  2. ed.  São Paulo, 216 p.  Revista Brasileira de Filosofia, São Paulo, v. 22, n. 87, p. 369-371, jul./set. 1972.
- MELO, Gladstone Chaves de.  O pensamento filosófico no Brasil.  Carta Mensal, Rio de Janeiro, v. 16, n. 202, p. 39-53, 1972.
- PADOVANI, Humberto et al.  História da filosofia.  2. ed.  São Paulo : Melhoramentos, 1956.  p. 495.
- PAIM, Antonio.  História das idéias filosóficas no Brasil.  5. ed.  Londrina : Ed. UEL, 1997.  p. 703-706.
- REALE, Miguel.  Prefácio.  In : VAN ACKER, Leonardo.  O tomismo e o pensamento contemporâneo.  São Paulo : Convívio, 1983.  xiv-238 p.
- _____.  Leonardo Van Acker (1896-1986).  Revista Brasileira de Filosofia, São Paulo, v. 35, n. 143, p. 1-2, jul./set. 1986.
- SILVA, Antonio de Resende.  O tomismo aberto de Van Acker.  Um instrumento heurístico do saber contemporâneo.  Rio de Janeiro : PUC, 1977.  177 p.  (Tese de mestrado).
- SOUZA, José Pedro Galvão de.  Leonardo Van Acker e a renovação da filosofia do direito.  O Estado de S. Paulo, São Paulo, 21 ago. 1986.
- VILLAÇA, Antonio Carlos.  O pensamento católico no Brasil.  Rio de Janeiro : Zahar, 1975.  p. 165.

## Ligações Externas
- Premiações. Acesso em 23 de Julho 2014. http://www.fundacaobunge.org.br/projetos/premio-fundacao-bunge/premiado.php?id=83&name=leonardo_van_acker